# Mrs Henderson Presents
Mrs Henderson Presents és una pel·lícula britànica dirigida per Stephen Frears, estrenada el 2005.
El 2015 es va estrenar un musical basat en la pel·lícula.

## Argument
El 1937, Laura Henderson esdevé, als 69 anys, la rica vídua britànica d'un riquíssim home de negocis de les colònies de les Índies Britàniques d'on ells torna i es comença a perocupar per l'avorriment de la seva futura vida de vídua.
Decideix muntar un cabaret teatre al barri de Soho, a Londres, el Windmill Theatre (el molí de vent), en referència al cèlebre Moulin Rouge de París on desitja presentar noves revistes de music-hall i nus molt a la moda a Nova York i a París per ocupar els seus últims dies.
Vist que no en coneix res, contracta Vivian Van Damm, un director de teatre competent i amb talent a qui dona plens poders. S'encarrega per la seva banda de convèncer les autoritats de manera que autoritzin aquesta innovació que deroga els costums britànics molt conservadores de l'època. El Windmill Theatre es converteix ràpidament en una institució londinenca, particularment durant la Segona Guerra Mundial on continua interpretant pels joves soldats, fins i tot sota els bombardejos alemanys, i es converteix en un símbol de la resistència britànica.

## Repartiment
- Judi Dench: Laura Henderson
- Bob Hoskins: Vivian Van Damm
- Will Young: Bertie
- Kelly Reilly: Maureen
- Thelma Barlow: Lady Conway
- Christopher Guest: Lord Cromer
- Karen Aspinall: Una ballarina
- Elise Audeyev: Millerette
- Samuel Barnett: Paul
- Anna Brewster: Doris
- Rosalind Halstead: Frances
- Victoria Hay: Millerette
- Shona McWilliams: Gracie Kramer
- Camille O'Sullivan: Jane
- Doraly Rosen: Maggie
- Sarah Solemani: Vera
- Natalia Tena: Peggy

## Al voltant de la pel·lícula
- Aquesta nit i sempre de Victor Saville, el 1945, tenia igualment com a marc el Windmill Theatre.

## Premis i nominacions

### Nominacions
- 2006. Oscar a la millor actriu per Judi Dench
- 2006. Oscar al millor vestuari per Sandy Powell
- 2006. Globus d'Or a la millor pel·lícula musical o còmica
- 2006. Globus d'Or a la millor actriu musical o còmica per Judi Dench
- 2006. Globus d'Or al millor actor secundari per Bob Hoskins
- 2006. BAFTA a la millor actriu per Judi Dench
- 2006. BAFTA al millor guió original per Martin Sherman
- 2006. BAFTA a la millor música per George Fenton
- 2006. BAFTA al millor vestuari per Sandy Powell